# James Murray (acteur américain)
Pour les articles homonymes, voir James Murray et Murray.
James Murray est un acteur américain né à New York (États-Unis) le 9 février 1901 et mort dans cette ville, par noyade dans l'Hudson à l'âge de 35 ans,  le 11 juillet 1936. Il est l'acteur principal du film La Foule de King Vidor.

## Filmographie partielle
- 1928 : La Foule (The Crowd), de King Vidor : John Sims
- 1928 : Le Loup de soie noire (The Big City) de Tod Browning : Curly
- 1928 : Rose-Marie, de Lucien Hubbard : Jim Kenyon
- 1929 : Tonnerre (Thunder) de William Nigh : Tommy
- 1929 : L'École du courage (The Shakedown) de William Wyler : Dave Roberts
- 1931 : Kick In de Richard Wallace
- 1932 : Frisco Jenny, de William A. Wellman : Dan McAllister
- 1933 : Le Signal (Central Airport), de William A. Wellman : Eddie Hughes
- 1933 : Héros à vendre (Heroes for Sale), de William A. Wellman : L'aveugle
- 1935 : Le Mouchard (The Informer), de John Ford : Figuration
- 1935 : Skull and Crown, d'Elmer Clifton : Henchman Matt